# Gignac (Lot)
Gignac egy település Franciaországban, Lot megyében. Lakosainak száma 683 fő (2022. január 1.). Gignac Estivals, Nespouls, Borrèze, Nadaillac, Cuzance, Lachapelle-Auzac, Souillac és Cressensac-Sarrazac községekkel határos.

## Népesség
A település népességének változása:
| Lakosok száma | 566  | 522  | 517  | 609  | 647  | 656  | 666  | 675  | 674  | 683  |
|               | 1968 | 1982 | 1990 | 2006 | 2013 | 2015 | 2017 | 2019 | 2020 | 2022 |